# Built for Speed
Built for Speed ist ein Album der Stray Cats aus dem Jahr 1982. Es erschien nur in den Vereinigten Staaten und beinhaltete Lieder ihrer ersten beiden Alben Stray Cats und Gonna Ball, welche lediglich in Europa veröffentlicht worden waren.
Neben der typischen Rockabilly-Instrumentierung Gitarre, Kontrabass, Schlagzeug, hört man hier auch eine von Brian Setzer gespielte Hawaiigitarre und eine von Lee Rocker gespielte Bassgitarre.

## Songauswahl
Sechs Lieder, die allesamt von Dave Edmunds produziert worden waren, waren bereits 1981 in Europa auf ihrem Debütalbum Stray Cats erschienen. Das waren Rock This Town, Stray Cat Strut (gleichzeitig ihre beiden größten Singleerfolge), Rumble in Brighton, Runaway Boys, der Gene-Vincent-Klassiker Double Talkin' Baby aus Gene Vincent and the Blue Caps und der Eddie-Cochran-Hit Jeanie, Jeanie, Jeanie. Rumble in Brighton sorgte für Aufsehen, da in diesem Lied ein regelmäßiges, jährliches Treffen am Strand von Brighton zwischen Rockabillies und Skinheads beschrieben wird, während dessen die beiden Subkulturen in der Art einer Straßenschlacht aufeinander losgingen.
Fünf Lieder, welche die Band selbst produziert hatte, entnahm man dem zweiten Album Gonna Ball: Rev It Up & Go, Little Miss Prissy, Lonely Summer Nights, You Don’t Believe Me und den Johnny-Burnette-Song Baby Blue Eyes.
Der Titelsong war die einzige Neuaufnahme dieses Albums und wurde von der Band und Hein Hoven produziert.

## Titelliste
1. Rock This Town (Brian Setzer/Dave Edmunds) – 3:24
2. Built for Speed (Brian Setzer) – 2:53
3. Rev It Up & Go (Brian Setzer) – 2:27
4. Stray Cat Strut (Brian Setzer) – 3:15
5. Little Miss Prissy (Brian Setzer) – 2:59
6. Rumble in Brighton (Brian Setzer/Slim Jim Phantom) – 3:11
7. Runaway Boys (Brian Setzer/Slim Jim Phantom) – 2:58
8. Lonely Summer Nights (Brian Setzer) – 3:16
9. Double Talkin’ Baby (Danny Wolfe) – 3:02
10. You Don’t Believe Me (Brian Setzer/Slim Jim Phantom/Lee Rocker) – 2:54
11. Jeanie, Jeanie, Jeanie (Mike Chapman) – 2:18
12. Baby Blue Eyes (Paul Burlison/Johnny Burnette) – 2:47